# (12405) Nespoli
(12405) Nespoli – planetoida z pasa głównego asteroid okrążająca Słońce w ciągu 3 lat i 237 dni w średniej odległości 2,37 j.a. Została odkryta 15 września 1995 roku w obserwatorium w Sormano przez Francesco Mancę i Valtera Giulianiego. Nazwa planetoidy pochodzi od Paolo Nespoliego (ur. 1957), włoskiego astronauty. Przed nadaniem nazwy planetoida nosiła oznaczenie tymczasowe (12405) 1995 RK.